# Robledo Puch
Robledo Puch, född 22 januari 1952 i Buenos Aires, är en argentinsk seriemördare och brottsling. Han dömdes för 11 mord, ett mordförsök, 17 rån, en våldtäkt, ett försök till våldtäkt, ett sexuellt övergrepp, två kidnappningar och två stölder. Han dödade sina offer på olika sätt; han högg ihjäl, sköt, ströp, slog ihjäl med stenar och skar upp strupar.
Puch greps i februari 1972 och var då 20 år gammal.
Han sitter idag fängslad nära staden Olavarría.